# تادن
تادن (به آلمانی: Thaden) یک شهر در آلمان است که در Mittelholstein واقع شده‌است. تادن ۲۹۷ نفر جمعیت دارد.